# Нольджи
Нольджи (кор. 눌지, 訥祇, Nulji, Nulchi; пом. 458) — корейський правитель, дев'ятнадцятий володар (маріпкан) держави Сілла періоду Трьох держав.

## Біографія
Був сином вана Немуля та панни Побан.
Після смерті батька його було усунуто від влади під приводом молодості, а престол зайняв далекий родич Немуля — Сільсон, який відрядив одного з братів Нольджи Місагина заручником до Японії, а іншого — Покхо — до Когурьо. В той період почалась відкрита боротьба за владу серед членів панівного клану. Сільсон вирішив убити сина Немуля, Нольджи. Він доручив убивство знайомому когурьосцю, який, однак, не лише не виконав доручення, але й повідомив про це Нольджи. Тоді останній сам убив Сільсона 417 року та зайняв трон.
Після сходження Нольджи на трон 418 року з Когурьо повернувся його молодший брат, а з Японії втік і Місагин. Обидва мали значний вплив у Сіллі за правління Нольджи.
В той період загроза з боку могутньої Когурьо, що 427 року перемістила столицю до Пхеньяна та почала розширення територій на південь, поступово зблизила Сіллу з іншою південнокорейською державою Пекче. 433 й 434 року відбувся обмін посольствами з Пекче та було встановлено союзні відносини. Невдовзі Сілла вийшла з когурьоської сфери впливу та почала провадити незалежну зовнішню політику. Тісніше зближуючись із Пекче, Сілла допомагала останній у боротьбі проти вторгнень Когурьо. Одночасно когурьоські війська та їхні союзники, племена мохе, почали завдавати ударів і Сіллі, тому маріпкан був змушений зайнятись будівництвом лінії фортець на північних і західних кордонах. Мобілізація на будівництво й армійську службу посилювала роль військово-адміністративної верхівки (яку набирали практично лише з клану Кім) і сприяла поступовому формуванню уявлень про єдність, однорідність сілланського соціуму, попри традиційний племінний поділ. Такий же ефект спричинила й необхідність протистояння набігам японських піратів, що почастішали.
Під час боротьби з японцями складались легенди про відданість і відвагу підданих, які радо склали життя в боротьбі з традиційним противником Сілли, й ті легенди ставали однією з основ нової, державної самосвідомості. Особливу популярність мав літературно доповнений та оброблений згодом переказ про правителя сілланських земель на крайньому півдні країни, кана Пак Чесана. Він, відповідно до легенди, визволив 418 року з когурьоського та японського полонів братів вана Нольджи, втім японці його жорстоко стратили (спалили на вогнищі). За переказом, у відповідь на пропозицію японського правителя зрадити Сіллу, стати японським підданим і зберегти життя Пак Чесан відповів, що він радше готовий стати «собакою чи свинею» в Сіллі, аніж знатним слугою ворожого володаря. Така модель поведінки стала референтною для сілланського патріотизму на тривалий час, її активно використовували правителі й пізніше, під час боїв за об'єднання півострова під владою Сілли.
Військові конфлікти відбувались постійно, й у «Літописах Сілли», поряд зі згадками про досягнення в царині культури, на кшталт «навчили народ користуватись возом з бичачою упряжкою», датованою 438 роком, постійно зустрічаються повідомлення такого роду (440):
|  | Напавши на південну околицю, люди ва взяли полон і пішли. |

444 року відбулась нова атака, під час якої війська Ва кілька днів тримали в облозі Кимсон, але через нестачу продовольства відступили. Ван, який почав переслідувати ворога, вступив у бій і зазнав нищівної поразки: понад половину вояків було вбито, а вану вдалось утекти.
Напади японських піратів на міста Сілли були настільки частим явищем, що в прибережному районі було зведено нові фортеці та відремонтовано бойові кораблі.
Надалі ще погіршились відносини з Когурьо. Так, 450 року стався неприємний інцидент: коли когурьоський прикордонний воєначальник полював на Сільчжицькій долині, начальник фортеці Хасилла — Самчжик відрядив солдат і вбив його. Коли про таке довідався когурьоський ван, він розгнівався. Посол, який прибув від нього, передав: «Відтоді, як я і великий ван установили дружні відносини, ми лише раділи. Проте тепер ви відрядили солдат і вбили нашого прикордонного воєначальника. Як це розуміти?» Потім, зібравши війська, він атакував західний кордон Сілли, тому маріпкан був змушений перепросити. Тоді когурьосці пішли.
За таких умов Нольджи був змушений шукати союзників. Так, він почав зближення з дрежавою Ямато. Тамтешній правитель Во-асадума-ваку-го готував великий похід проти Когурьо, втім 453 року він помер. Це стало сильним ударом для Сілли — питання щодо союзу проти агресії Когурьо так і не було розв'язано. «Ніхон-сьокі» повідомляє, що ван Сілли через смерть японського правителя, відрядив жалобне посольство з дарунками. Однак одного з сілланських посланців було помилково звинувачено в спокушанні придворної дами категорії унеме. Принц О-хацусе Вака-такеру (майбутній правитель Юряку, 456—479) наказав затримати посольство та почав допит. Помилку було виявлено, посли 453 року повернули додому, втім інцидент призвів до погіршення японсько-сілланських відносин. Нольджи не отримав підтримки Ямато. Залишалась надія лише на союз із Пекче. У такій ситуації правитель Когурьо, Чансу, 454 року наважився атакувати Сіллу. Наступного року нападу Когурьо зазнала й Пекче, на допомогу якому відрядив війська Нольджи.
Нольджи помер 458 року, після чого престол успадкував його син, Чабі, народжений від дочки його попередника, маріпкана Сільсона.